# 三毛別棕熊襲擊事件

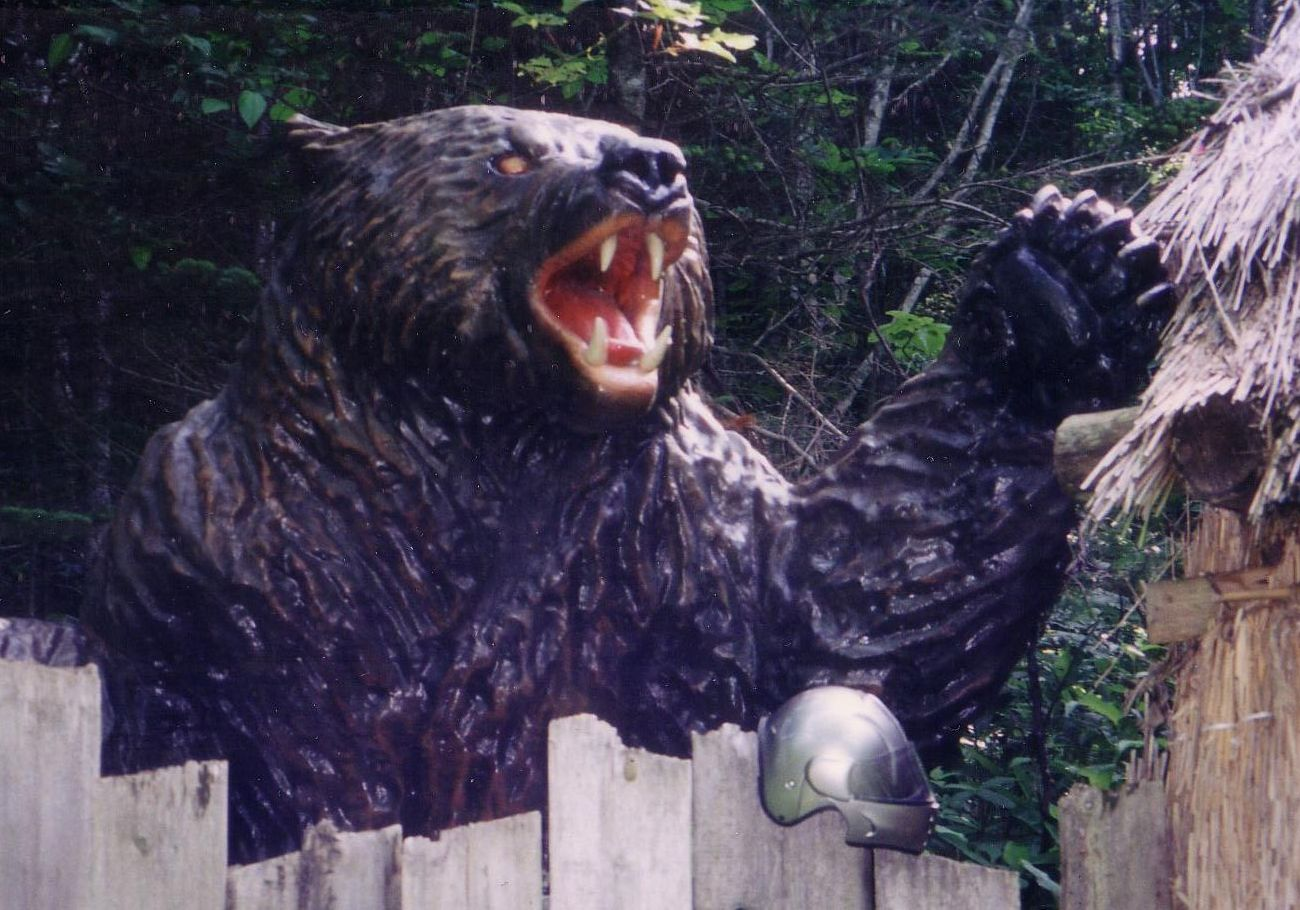
棕熊「袈裟懸け」模型，可從照片右下角的全罩機車安全帽比對其大小

三毛別棕熊襲擊事件（日语：／ Sankebetsu higuma jiken */?）是一件日本棕熊襲擊當地住民事件，發生於1915年（大正4年）12月9日至12月14日，地點位於北海道苫前郡苫前村三毛別（現為苫前町三渓）六線澤。事件中，一隻東北棕熊連續兩次襲擊當地的拓荒村落，造成7人死亡、3人受傷。最終，這隻棕熊由獵人山本兵吉擊斃。
該事件亦被稱為三毛別事件、六線澤熊害事件、苫前羆事件或苫前三毛別事件。它被認為是日本史上有紀錄的最嚴重的棕熊襲擊事件。

## 事件經過

### 地點

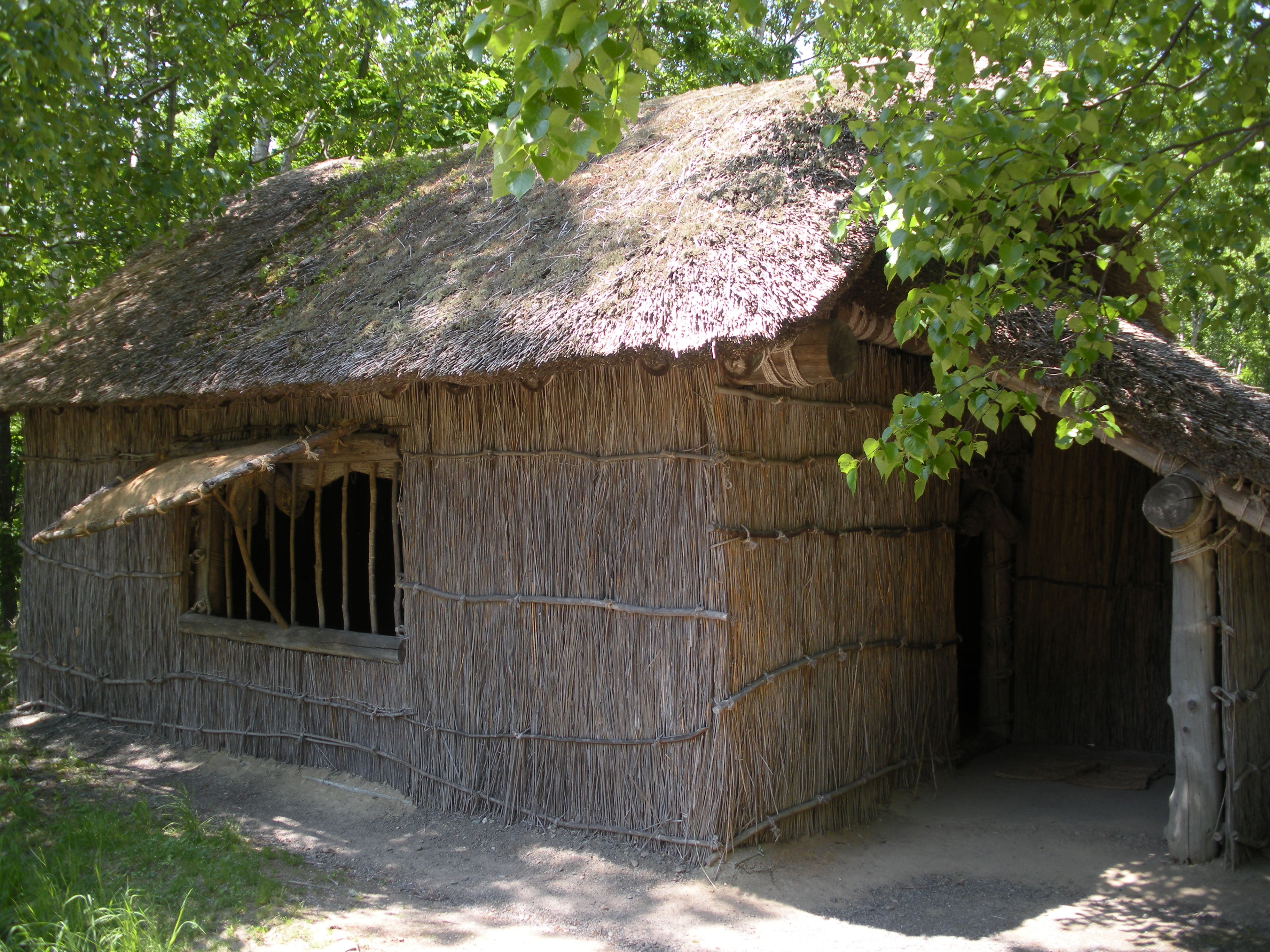
再現的拓荒民小屋（位於札幌市北海道開拓村內。

該起事件發生的地名「三毛別」源自愛努語，意為「向下游排放的河流」（原文為「サンケ・ペツ」）
六線澤曾是當地的拓荒集落，位於現在的留邊蘂州上游地帶。距苫前中心部約30公里的東南方，當時共有15戶人家。  

## 經過
1915年（大正4年）11月上旬，池田富蔵家附近出現一隻棕熊，屋簷下的玉米遭到破壞。11月20日未明，棕熊再次現身，雖未造成實質損害，但富蔵開始切身感受到熊的威脅，憂心必須採取防範措施。11月30日，富蔵請來兩名獵人谷喜八與金子富蔵埋伏。棕熊再次出現，雖受傷但最終逃脫，當晚，長男富吉與妻子留守家中，次男亀次郎（當時18歲）與三名村民追蹤棕熊至鬼鹿山方向，但未能抓獲。。

### 事件發生

#### 第一次襲擊事件
12月9日，太田三郎家發生襲擊。留在家的同居妻阿部マユ，以及因父母出遠門而寄宿於太田家的蓮見幹雄（6歲）遭到棕熊攻擊，這是整起事件中的第一次致命襲擊。
當日，太田三郎與長工長松要吉外出務農，阿部與幹雄留在家中挑揀紅豆。三郎返家時，發現幹雄坐在圍爐裏旁，原以為孩子在睡覺。走近後才驚見其喉部與顳側各有一個拇指大小的洞，已經死亡。屋內還留有大量血跡，棕熊似乎拖著阿部的身體經過土間，並從窗戶離開，窗框上纏繞著數十根疑似阿部的頭髮。村民接到通知後趕到現場，推測襲擊發生於上午10點半之後，阿部的遺體可能已被棕熊帶走作為食物。由於接近日落，追蹤棕熊已經太遲，居民無法採取任何措施。
太田家的慘案在三毛別地區引起極大震撼。隔日12月10日約9時，住在上游的齊藤石五郎帶領家人前往下游的明景家避難，並組成30人獵熊隊開始追蹤棕熊，目標是獵殺熊並尋回阿部遺體。隊伍在森林中遭遇棕熊，嘗試以獵槍攻擊，但除一把槍外，其他槍械因保養不當無法使用。
棕熊受驚逃離後，獵熊隊在库页冷杉處找到阿部的殘缺遺體，只剩膝下穿著黑色足袋、葡萄色腳絆纏繞的部分，以及部分頭顱，隨即收容。隊伍中有經驗豐富的獵熊人、日俄戰爭老兵山本兵吉，認出棕熊胸前有斜線白斑，推測為曾襲殺三名阿伊努族女性、後被部落獵人驅趕的惡熊。明景曾想託兵吉再入山獵熊，但兵吉已將其戰時繳獲的俄製莫辛-納甘獵槍典當換酒錢，作罷。

#### 第二次襲擊事件
同日夜晚，太田家為幹雄與マユ舉行了通夜儀式，但因村民畏懼棕熊再次襲來，參加者僅有六線澤的3人、三毛別的2人、幹雄的雙親及其親友，以及喪主太田三郎，共計9人。約晚上8點30分，棕熊闖入太田家，現場人員驚慌逃竄。有人爬上梁，有人衝向屋外，場面極為混亂，幸無人傷亡。守靈的村民以鐵罐和獵槍反擊，附近居民則用器具敲打發出巨大聲響，試圖嚇退棕熊。幹雄的父親蓮見嘉七踏著妻子チセ衝上屋頂梁，踩倒的チセ則由參列者堀口清扶起，才得以逃上梁，嘉七終身感激チセ。距離約300公尺的另一戶人家當時有50人用餐，聞聲趕來時棕熊已消失，無人受傷。眾人隨後前往太田宅下游約500公尺的明景家避難。
當時明景家共有11人（若算上齊藤タケ胎兒則為12人）：戶主明景安太郎（40歲）、妻子明景ヤヨ（34歲）、長子力蔵（10歲）、次子勇次郎（8歲）、長女ヒサノ（6歲）、三子金蔵（3歲）、四子梅吉（1歲）、正在通報事件的齊藤石五郎的妻子齊藤タケ（孕婦，34歲）、三子巖（6歲）、四子春義（3歲），以及寄宿於太田家的長松要吉（59歲）。

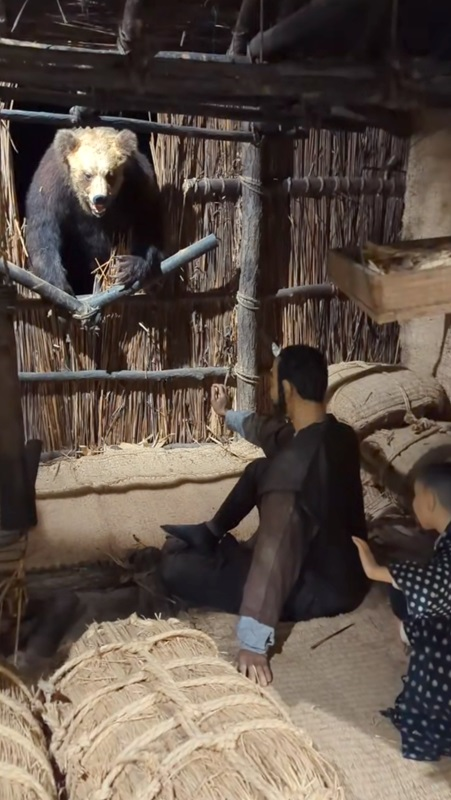
三毛別羆事件 被害狀況展示
（苫前町立郷土資料館）

約20時50分，棕熊再次出現，伴隨劇烈撞擊聲衝破窗戶闖入。ヤヨ發現後喊「誰啊？」才驚覺是棕熊。混亂中，囲炉裏與燈火熄滅，棕熊在黑暗中連續攻擊在場人員。ヤヨ試圖逃出屋外，但為了救嚇得腿軟的次子勇次郎而折返，背上的四子梅吉遭棕熊攻擊。棕熊隨後追趕躲藏的要吉，要吉被咬中腰部，其尖叫引起棕熊的憤怒；ヤヨ、勇次郎與梅吉趁隙逃出屋外。棕熊攻擊屋內被困者，殺害金蔵、春義、タケ，並咬傷巖造成其重傷。藏在蔬菜堆的タケ被拖出居間，一邊哀求「不要破腹！」、「吃喉殺掉我！」，最終失去意識
追來的村民到達明景家後，從重傷的ヤヨ與孩子口中得知襲擊情況。起初，村民認為屋內無人倖免，打算放火燒屋，但ヤヨ堅持屋內可能有生還者，雙方僵持期間，重傷的要吉趁隙逃出。村民分成兩隊夾攻棕熊，但混亂中棕熊逃脫。最終發現生還者力蔵、ヒサノ、巌，並將槍口指向空中射擊，棕熊從玄關衝出後逃向後山。檢查屋內時，發現タケ腹部被咬破，胎兒被拉出，但棕熊未對胎兒動手，胎兒當時仍有微弱反應（後來死亡）。
此次襲擊造成5人死亡（タケ、金蔵、巌、春義及胎兒）、3人重傷（ヤヨ、梅吉、要吉）。力蔵躲在雜穀袋後方倖存，倒在居間的ヒサノ也生還。勇次郎在母親ヤヨ與弟梅吉重傷的情況下逃脫，奇蹟無傷。至此，在兩日內已殺害七人、重傷三人。
襲擊後，六線澤集落全體居民避難至三毛別的三毛別分教場（後改為三渓小學，現已廢校），重傷者則被安置於距下游約3公里的辻家急救，12日送進古丹別沢谷医院。巌在不知母タケ死亡情況下，不斷呼喊「媽媽！快抓熊！」並求水約20分鐘後死亡。

### 捕殺過程

#### 討伐隊組織
12月12日，接獲斎藤石五郎通報後，北海道廳警察部（今北海道警察）指示管轄的羽幌分署長菅貢組建討伐隊，總部設於三毛別地區長大川興三吉宅。然而，棕熊巧妙隱藏於林間，短時間內難以發現。三毛別地區區長大川與三吉（當時47歲）、村中長老、駐在所巡査、御料局分担區員及分教場教師商議後，決議由警察出面射殺棕熊。另一方面，明景家慘劇發生時下山報警而外宿一晚的齊藤石五郎，於11日返回三毛別，從下游村民得知全家死於棕熊口下，倒伏在雪地上痛哭不已。
先期調查的獸醫師在山道上發現棕熊糞便，內含人骨、人類體毛及未消化的人肉，證實棕熊仍在附近。由於棕熊有取回獵物的習性，隊長菅決定利用這一點誘捕棕熊，並向遺族及居民說明作戰計畫。計畫採用的方法是以明景家中遺體作為「餌」引誘棕熊，因此明景家無法清理善後，殘缺屍體散發惡臭。作戰立刻展開，但棕熊接近房屋時警戒，繞行數周後又返回森林，作戰失敗。
當村民與警察聯手仍無法解決熊害時，警廳終於向軍方求援。翌日13日，大日本帝國陸軍調動駐紮旭川市的步兵第28連隊派遣30名士兵出動。有說法指出，若棕熊在14日前仍未被討伐，才會動員陸軍。由於陸軍從旭川前往六線澤需數日時間，短期內仍需警察與居民自行守護集落。同日，避難後的六線澤8戶無人住宅遭棕熊入侵，獵人山本兵吉目擊其中一戶被闖入，但未能射殺。
約20時，值守於三毛別與六線澤交界的氷橋（現稱射止橋）的一名守衛發現對岸原本應有的6個樹樁，多出一個且微微晃動，感到異常。菅朝該方向呼喊未獲回應，判斷為棕熊。菅命令射手從對岸與橋上開槍，異影開始移動，隨後消失於黑暗中。翌晨發現足跡與血跡，判斷受傷的棕熊行動會變慢，遂緊急指派討伐隊沿足跡追捕山中棕熊。另一方面，前日曾目擊棕熊的獵人山本兵吉則單獨進山，與討伐隊分開行動。

### 12月14日
此時，獵熊隊成員已達近600人，持有60支以上槍枝，並帶有近10條獵犬，對當時而言是前所未有的大型行動。獵熊隊發現棕熊的腳印與血跡，判斷棕熊已中槍，但因開始下雪，隊伍決定盡早出發追蹤，以免雪覆蓋所有線索。山本兵吉在得知惡熊再次殺人後一直心存不安，向當鋪借回莫辛納甘獵槍，再趕到加入隊伍。兵吉認為大規模獵熊隊會嚇跑棕熊，因此只帶上另一位熟悉山路的村民，刻意從相反方向入山。
山本先於討伐隊登山，發現棕熊正在注意討伐隊的方向，但未察覺山本的存在。他接近至約20公尺，暫藏於春榆樹後，舉槍從背後射擊，命中棕熊心臟附近。棕熊未立即倒下，而是站立凝視山本。山本保持警覺，再次開槍貫穿棕熊頭部。上午10時，造成一連串事件的棕熊死亡，事件宣告結束。
自12日起投入討伐的隊員官民總計達600人次，並有超過10頭北海道犬參與，使用火槍60丁以上。棕熊遺體由居民以雪橇搬運下山，途中天氣驟變，由連日晴天轉為降雪及強風。村民稱此天氣為「熊風」，並口耳相傳。
被運至三毛別集落的棕熊遺體在分教場接受解剖，胃中發現人肉及衣物等。此外，前來觀摩解剖的民眾證言，該熊在襲擊太田宅前，曾於雨龍郡、旭川附近及天鹽國殺害三名女性並食用其肉。胃中亦找到其衣物碎片，證實了證言。。棕熊的毛皮與頭蓋骨後來交由人保管，但現今下落不明。

## 後續
頭部受傷的ヤヨ逐漸恢復，但遭棕熊啃咬的明景梅吉因後遺症於兩年後（1917年8月）不幸死亡。明景勇次郎順利成長，並在1942年於二戰太平洋戰爭中戰死。長松要吉的傷勢雖恢復，但隔年春天因意外墜河而亡。家人皆亡的太田三郎放火燒掉家屋，先後遷居羽幌及青森，抵達青森不久後辭世。
殺死棕熊的山本兵吉此後仍繼續獵熊，直至1950年以92歲高齡辭世。其孫整理遺物後估計，山本兵吉在獵熊生涯中至少射殺了300頭熊。區長大川與三吉之子大川春義（當時7歲）因此事件立志成為獵熊人，在其62年的獵熊生涯中共射殺102頭熊。
這起事件逐漸從人們的記憶中淡出。原因之一是1878年1月11日至12日發生的札幌丘珠事件中，棕熊殺害三人的記錄保存得相當完整。高倉新一郎雖在著作中大篇幅報導此事件，但三毛別羆事件僅作補充，且災害細節存有錯誤。
1961年，當時任職於古丹別営林署的林務官木村盛武認為，「如此罕見的大事件若被埋沒，對學術研究亦不利」，於是對30多名相關人士進行訪談及證言收集。在木村的調查之前，由於事件發生於極寒偏遠地區，當時新聞報導多有錯誤，缺乏精確紀錄。事件發生50年後的1965年（昭和40年），木村將訪談整理成《獣害史最大の惨劇苫前羆事件》，刊登於旭川營林局誌《寒帯林》；1994年則出版書籍版《慟哭の谷 戦慄のドキュメント 苫前三毛別の人食い熊》。
木村表示，受害者家屬齋藤ハマ起初幾乎不接受採訪。木村第一次前往時，ハマ憤怒地將他趕走；第二次拜訪仍被狠狠關門。後來在火車上偶遇一位認識ハマ的乘客，建議木村去田裡找他。木村在下一個休息日再次前往，終於在田裡見到ハマ。由於身處戶外，ハマ不再拒絕，並表示願意完整提供所知情況。
苫前町立鄉土資料館展示了事件相關史料，並在事發的三溪地區復原當時居民居住的草屋與棕熊模型。

## 事件分析

### 原因
自江戶時代後期起，由於製造鰊粕所需的薪，以及明治以降內陸開拓活動，使野生動物與人類活動範圍重疊，被認為是引發本事件的原因之一。

### 教訓

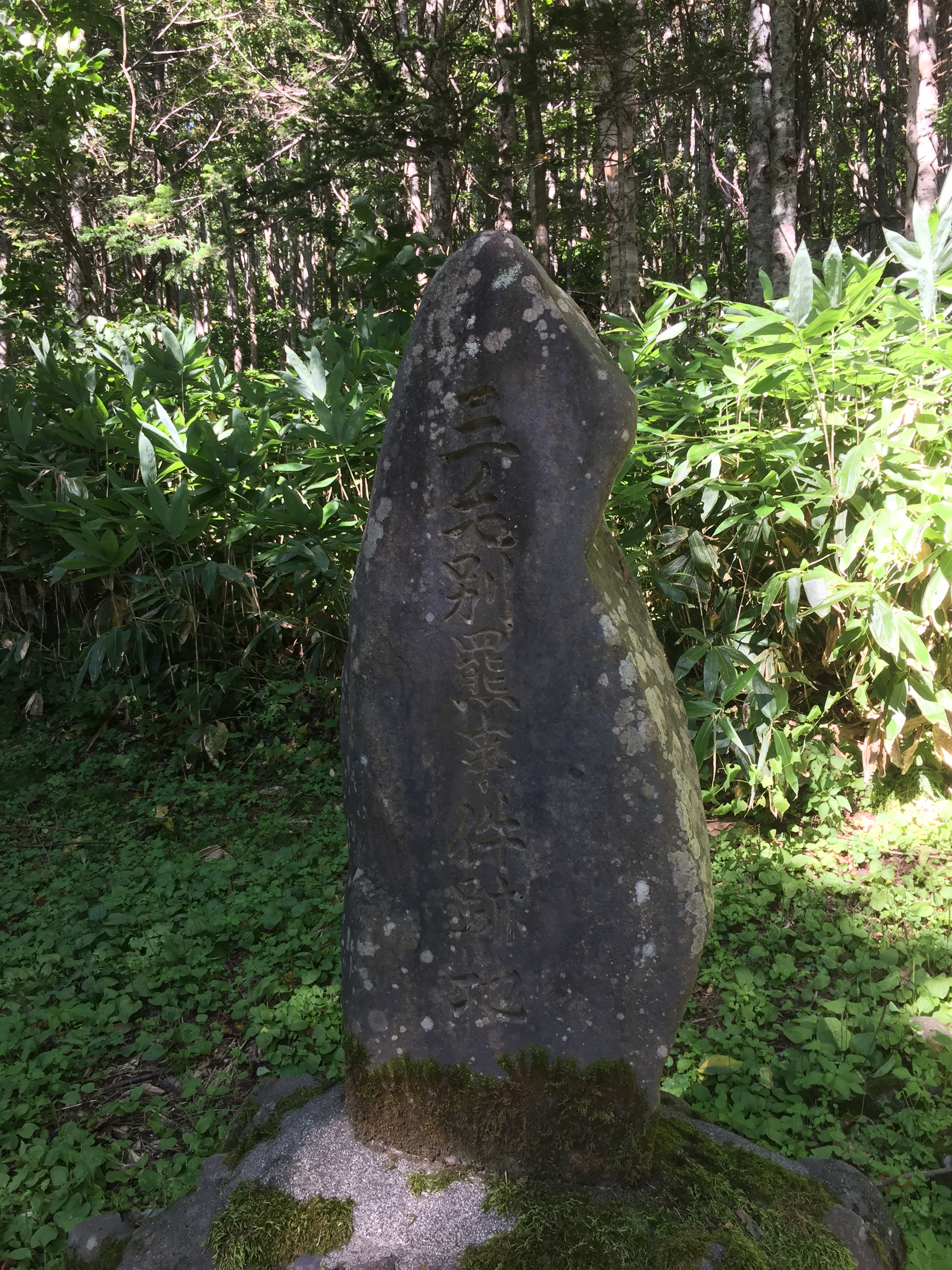
三毛別羆事件現場附近的石碑

事件發生後，村民點火以避開棕熊，當人們逃到明景家或分教場事件發生後，村民點火以避開棕熊，當人們逃至明景家或分教場避難時，多處點燃了篝火。這些行動反映了普遍認知「野生動物害怕火」，但實際上正如太田、明景兩家遭襲時所見，棕熊對火把或篝火並不會有拒絕反應。
棕熊多次瞄準玉米，且先前在其他地區殺害多名女性後，對三毛別的女性衣物亦表現出異常執著。阿部マユ被食害後，棕熊會將食物殘餘掩於雪中，並多次造訪太田家，均反映其習性。同時，馬匹未曾受到攻擊。
明景ヤヨ等因棕熊追逐逃跑的要吉而得以生還，顯示棕熊在捕食過程中會反射性追逐逃逸目標。明景ヒサノ與胎兒未遭攻擊，並非因棕熊不襲擊不動者，而是當時其他食物充足的結果。

## 相關作品

### 以事件為題材的作品
小說
- 《領主》（戶川幸夫 著）：初載於《オール讀物》1964年5月號。
- 《羆風》（くまかぜ）（戶川幸夫 著）：初載於《小説新潮》1965年8月號。
- 《文平與其夥伴 第四話 羆荒れ（くまあれ）》（戶川幸夫 著）：《北海タイムス》1975年1月25日 - 4月21日連載。
- 《魔王》（戶川幸夫 著、旺文社 1978年）：以《羆風》為基礎改寫成少年向作品。
- 《羆嵐》（吉村昭 著、新潮社·1977年、新潮文庫·1982年）[64]

漫畫
- 《野性傳說 羆風》（戸川幸夫 作 / 矢口高雄畫）：1996年8月號 - 1997年12月號連載於《月刊ビッグゴールド》。以《羆風》為原作，但經矢口參考木村採訪，補充原作未描寫的場景。收錄於《ビッグゴールドコミックス 野性伝説》第3 - 5卷（小學館，1997 - 1998年），後由講談社漫画文庫（2003年，全3卷）、ヤマケイ文庫（山と渓谷社，2018年，全1卷）再版。

電影
- 《美麗的勇士們》（千葉真一 導演 / 真田廣之、村松美香、菅原文太 等出演 / 1990年）

電視劇
- 週四黃金劇場《恐怖！パニック!!人喰熊 史上最大的慘劇 羆嵐》（1980年11月27日播出，讀賣電視台·東映，導演：降旗康男）

紀錄片
- 《ダークサイドミステリー「北海道三毛別 棕熊襲擊事件之謎」》（NHK / 首播2019年8月1日）

### 提及事件的作品
小說
- 《棕熊之森》（增田俊也 著 / 寶島社 / 2007年）

漫畫
- 《棕熊之森》全3卷（增田俊也 作 / 奥谷通教 畫 / 2008年 - 2009年）
  - 上述同名漫畫版，故事與本事件無直接關聯。

- 《ザ・ファブル》全22卷（南勝久 作 / 2014年 - 2019年）

- - 故事與本事件無直接關聯。

廣播劇
- 《熊嵐》（原作：吉村昭 / 改編：倉本聰 / 出演：高倉健、倍賞千惠子、笠智衆 等 / 1980年）
- 《人喰大熊與火繩槍的少女》（NHK-FM 青春冒險 / 岡本國彦 著 / 2015年）

## 日本類似事件
- 札幌丘珠事件（日语：札幌丘珠事件）：1878年1月11日至18日，發生在北海道石狩國札幌郡札幌村大字丘珠村（今札幌市東區丘珠町（日语：丘珠町）），造成3死2傷。
- 石狩沼田幌新棕熊襲擊事件：1923年8月21日至24日，發生在北海道雨龍郡沼田町的幌新地區，造成5死3傷。
- 福岡大學漂鳥運動社棕熊襲擊事件：1970年7月，發生在北海道靜內郡靜內町（今日高郡新日高町）造成3死。
- 風不死岳事件（日语：風不死岳#風不死岳事件）：1976年6月4日至9日，發生在北海道千歳市的風不死岳（日语：風不死岳），造成2死3傷。
- 十和利山熊襲撃事件：2016年5月至6月，在秋田縣鹿角市的十和利山（日语：十和利山）山麓，發生亞洲黑熊攻擊人類事件，造成4死3傷，為二戰後日本最嚴重的野生動物攻擊事件。

## 書籍
- 木村盛武, , 共同文化社, 2001-08-24, ISBN 978-4-87739-0570
- 木村盛武, , 共同文化社, 2008-03-01, ISBN 978-4-905664-89-5
- 木村盛武, , 文藝春秋, 2015-10-20 第3刷, ISBN 978-4-16-790534-7  「慟哭の谷 戦慄のドキュメント 苫前三毛別の人食い羆」（1994年、共同文化社））の内容に、「ヒグマ そこが知りたい」（2001年、共同文化社）から、第8章「体験を振り返る」と第9章「事件をかえりみる」の一部を加えて再構成したもの。
- 山田秀三, , 北海道新聞社, 1992-06-30, ISBN 4-89363-321-X
- 山田秀三, , 草風館, 1993-08-01, ISBN 4883230635

## 外部連結
- （日語） 苫前町郷土資料館（页面存档备份，存于）
- （日語） 日本最大の野生動物事件ー三毛別羆事件

44°8′1.3″N 141°47′52.1″E / 44.133694°N 141.797806°E